# Lista de cidades do condado de Los Angeles

Mapa do Condado de Los Angeles e suas áreas incorporadas

Existem 88 cidades no Condado de Los Angeles. Cada cidade possui um prefeito e uma câmara municipal.

## Cidades
| Cidade                | Data da Incorporação    | População (Censo 2020) |
| --------------------- | ----------------------- | ---------------------- |
| Agoura Hills          | 8 de dezembro de 1982   | 20 299                 |
| Alhambra              | 11 de julho de 1903     | 82 868                 |
| Arcadia               | 5 de agosto de 1903     | 56 681                 |
| Artesia               | 29 de maio de 1959      | 16 395                 |
| Avalon                | 26 de junho de 1913     | 3 460                  |
| Azusa                 | 29 de dezembro de 1898  | 50 000                 |
| Baldwin Park          | 25 de janeiro de 1956   | 72 176                 |
| Bell                  | 7 de novembro de 1927   | 33 559                 |
| Bell Gardens          | 1 de agosto de 1961     | 39 501                 |
| Bellflower            | 3 de setembro de 1957   | 79 190                 |
| Beverly Hills         | 28 de janeiro de 1914   | 32 701                 |
| Bradbury              | 26 de julho de 1957     | 921                    |
| Burbank               | 15 de julho de 1911     | 107 337                |
| Calabasas             | 5 de abril de 1991      | 23 241                 |
| Carson                | 20 de fevereiro de 1968 | 95 558                 |
| Cerritos              | 24 de abril de 1956     | 49 578                 |
| Claremont             | 3 de outubro de 1907    | 37 266                 |
| Commerce              | 28 de janeiro de 1960   | 12 378                 |
| Compton               | 11 de maio de 1888      | 95 740                 |
| Covina                | 14 de agosto de 1901    | 51 268                 |
| Cudahy                | 10 de novembro de 1960  | 22 811                 |
| Culver City           | 20 de setembro de 1917  | 40 779                 |
| Diamond Bar           | 18 de abril de 1989     | 55 072                 |
| Downey                | 17 de dezembro de 1956  | 114 355                |
| Duarte                | 22 de agosto de 1957    | 21 727                 |
| El Monte              | 18 de novembro de 1912  | 109 450                |
| El Segundo            | 18 de janeiro de 1917   | 17 272                 |
| Gardena               | 11 de setembro de 1930  | 61 027                 |
| Glendale              | 15 de fevereiro de 1906 | 196 543                |
| Glendora              | 13 de novembro de 1911  | 52 558                 |
| Hawaiian Gardens      | 14 de abril de 1964     | 14 149                 |
| Hawthorne             | 12 de julho de 1922     | 88 083                 |
| Hermosa Beach         | 10 de janeiro de 1907   | 19 728                 |
| Hidden Hills          | 19 de outubro de 1961   | 1 725                  |
| Huntington Park       | 1 de setembro de 1906   | 54 883                 |
| Industry              | 18 de junho de 1957     | 264                    |
| Inglewood             | 14 de fevereiro de 1908 | 107 762                |
| Irwindale             | 6 de agosto de 1957     | 1 472                  |
| La Cañada Flintridge  | 8 de dezembro de 1976   | 20 573                 |
| La Habra Heights      | 4 de dezembro de 1978   | 5 682                  |
| La Mirada             | 23 de março de 1960     | 48 008                 |
| La Puente             | 1 de agosto de 1956     | 38 062                 |
| La Verne              | 11 de setembro de 1906  | 31 334                 |
| Lakewood              | 16 de abril de 1954     | 82 496                 |
| Lancaster             | 22 de novembro de 1977  | 173 516                |
| Lawndale              | 28 de dezembro de 1959  | 31 807                 |
| Lomita                | 30 de junho de 1964     | 20 921                 |
| Long Beach            | 13 de dezembro de 1897  | 466 742                |
| Los Angeles           | 4 de abril de 1850      | 3 898 747              |
| Lynwood               | 16 de julho de 1921     | 67 265                 |
| Malibu                | 28 de março de 1991     | 10 654                 |
| Manhattan Beach       | 7 de dezembro de 1912   | 35 506                 |
| Maywood               | 2 de setembro de 1924   | 25 138                 |
| Monrovia              | 15 de dezembro de 1887  | 37 931                 |
| Montebello            | 15 de outubro de 1920   | 62 640                 |
| Monterey Park         | 29 de maio de 1916      | 61 096                 |
| Norwalk               | 26 de agosto de 1957    | 102 773                |
| Palmdale              | 24 de agosto de 1962    | 169 450                |
| Palos Verdes Estates  | 20 de dezembro de 1939  | 13 347                 |
| Paramount             | 30 de janeiro de 1957   | 53 733                 |
| Pasadena              | 19 de junho de 1886     | 138 699                |
| Pico Rivera           | 29 de janeiro de 1958   | 62 088                 |
| Pomona                | 6 de janeiro de 1888    | 151 713                |
| Rancho Palos Verdes   | 7 de setembro de 1973   | 42 287                 |
| Redondo Beach         | 29 de abril de 1892     | 71 576                 |
| Rolling Hills         | 24 de janeiro de 1957   | 1 739                  |
| Rolling Hills Estates | 18 de setembro de 1957  | 8 280                  |
| Rosemead              | 4 de agosto de 1959     | 51 185                 |
| San Dimas             | 4 de agosto de 1960     | 34 924                 |
| San Gabriel           | 24 de abril de 1913     | 39 568                 |
| San Marino            | 25 de abril de 1913     | 12 513                 |
| Santa Clarita         | 15 de dezembro de 1987  | 228 673                |
| Santa Fe Springs      | 15 de maio de 1957      | 19 219                 |
| Santa Mônica          | 9 de dezembro de 1886   | 93 076                 |
| São Fernando          | 31 de agosto de 1911    | 23 946                 |
| Sierra Madre          | 7 de fevereiro de 1907  | 11 268                 |
| Signal Hill           | 22 de abril de 1924     | 11 848                 |
| South El Monte        | 30 de julho de 1958     | 19 567                 |
| South Gate            | 15 de janeiro de 1923   | 92 726                 |
| South Pasadena        | 29 de fevereiro de 1888 | 26 943                 |
| Temple City           | 25 de maio de 1960      | 36 494                 |
| Torrance              | 12 de maio de 1921      | 147 067                |
| Vernon                | 22 de setembro de 1905  | 222                    |
| Walnut                | 19 de janeiro de 1959   | 28 430                 |
| West Covina           | 17 de fevereiro de 1923 | 109 501                |
| West Hollywood        | 29 de novembro de 1984  | 35 757                 |
| Westlake Village      | 11 de dezembro de 1981  | 8 029                  |
| Whittier              | 28 de fevereiro de 1898 | 87 306                 |

## Cidades consolidadas
| Cidade          | Data da Incorporação    | Consolidada com a cidade de | Data da Consolidação   |
| --------------- | ----------------------- | --------------------------- | ---------------------- |
| Barnes City     | 13 de fevereiro de 1926 | Los Angeles                 | 11 de abril de 1927    |
| Belmont Heights | 9 de outubro de 1908    | Long Beach                  | 24 de novembro de 1909 |
| Eagle Rock      | 1 de março de 1911      | Los Angeles                 | 17 de maio de 1923     |
| Hollywood       | 9 de novembro de 1903   | Los Angeles                 | 7 de fevereiro de 1910 |
| Hyde Park       | 12 de maio de 1921      | Los Angeles                 | 17 de maio de 1923     |
| San Pedro       | 1 de março de 1888      | Los Angeles                 | 28 de agosto de 1909   |
| Sawtelle        | 26 de novembro de 1906  | Los Angeles                 | 13 de julho de 1922    |
| Tropico         | 15 de março de 1911     | Glendale                    | 9 de janeiro de 1918   |
| Tujunga         | 1 de maio de 1925       | Los Angeles                 | 7 de março de 1932     |
| Venice          | 17 de fevereiro de 1904 | Los Angeles                 | 25 de novembro de 1925 |
| Watts           | 23 de maio de 1907      | Los Angeles                 | 29 de maio de 1926     |
| Wilmington      | 27 de dezembro de 1905  | Los Angeles                 | 28 de agosto de 1909   |